# District de Yabroud
Le District de Yabroud (en arabe : منطقة يبرود, manṭiqat Yabrūd) est l'un des dix districts du Gouvernorat de Rif Dimachq, situé dans le sud de la Syrie ; son centre administratif est la ville de Yabroud. D'après le Bureau central des statistiques syrien, sa population était de 48 370 habitants en 2004.

## Sous-districts
Le district de Yabroud est divisé en deux sous-districts (ou nahiés), (population en 2004) :
| Nom           | Surface (km²) | Population | Code     |
| ------------- | ------------- | ---------- | -------- |
| Yabroud       | 321,58        | 39 604     | SY030500 |
| Assal al-Ward | 258,76        | 8 706      | SY030501 |

## Localités
| Nom           | Nom en arabe | Population | Sous-district |
| ------------- | ------------ | ---------- | ------------- |
| Yabroud       | يبرود        | 25 891     | Yabroud       |
| Ras al-Maara  | رأس المعرة   | 8 520      | Yabroud       |
| Assal al-Ward | عسال الورد   | 5 812      | Assal al-Ward |
| al-Jebbah     | الجبة        | 2 829      | Assal al-Ward |
| Ras al-Ayn    | رأس العين    | 2 754      | Yabroud       |
| al-Sarkha     | الصرخه       | 1 405      | Yabroud       |
| Rima          | ريما         | 1 034      | Yabroud       |
| Wadi an-Naaim | وادي النعيم  | 125        | Assal al-Ward |